# Idioma talosano
El idioma talosano (Autoglotónimo: El Glheþ Talossan) es una lengua construida creada por R. Ben Madison en 1980 para la micronación que el mismo fundó, el Reino de Talossa. La Asociación de Organizaciones del Idioma Talosano (ATLO por sus siglas en inglés) mantienen el sitio web talossan.com, este sitio web describe el idioma para nuevos aprendices, proveyendo información acerca del idioma, investigación y traducción hacia y desde el inglés. El talosano es el ejemplo más conocido del género de idiomas construidos para micronaciones. El idioma es hablado y usado en el Reino de Talossa (El Regipäts Talossan), una monarquía constitucional la cual tiene su propio parlamento y una legislatura de dos cámaras, fue creado por Madison el 26 de diciembre de 1979, el cual también es el fundador de la República de Talossan (La Repúblicâ Talossan), formada por ex-ciudadanos del Reino de Talossa. El talosano es uno de los lenguajes artísticos más conocidos de Internet. Algo particularmente interesante del idioma es su vocabulario, con unas 28.000 palabras en su diccionario oficial, lo que lo convierte en uno de los idiomas construidos más detallados.
El idioma es regulado por el Comità per l'Útzil del Glheþ (CUG; comité para el uso del idioma talosano), un grupo formado en el Reino de Talossa por Madison en 1980. Este grupo frecuentemente hace arestadas (reformas) en las cuales describen y documentan los cambios en el uso del idioma y el vocabulario. El CUG mantiene un sitio web multilingue el cual permite el acceso a recomendaciones recientes del comité. En el Reino el lenguaje se mantiene vivo gracias al Talossan-Language project (Proyecto lenguaje talosano), el cual construyó un diccionario en internet Inglés-Glheþ, Glheþ-Inglés; y también por medio de la l'Icastolâ, La escuela del lenguaje talosano en la Academia de Artes y ciencias de Talossa, la cual fue establecida el 9 de agosto de 2005. El idioma y su correspondiente micronación, son mencionada en el libro Conquering Consumerspace: Marketing Strategies for a Branded World (‘Conquistar el espacio consumidor: estrategias de marketing para un mundo de marca’) de Michael R. Solomon, y el idioma es documentado en dos gramáticas publicadas.
El desarrollo significativo más reciente en el lenguaje fue la emisión de la arestada del 12 de diciembre de 2007. Esta arestada reglamentó el uso de algunos extranjerismos, simplificó el conjunto de vocales para reconocer algunas letras como alófonos de otras vocales, y elimina algunas combinaciones extrañas de letras. Esta arestada es aceptada en el reino, pero el uso del lenguaje en la ex-república con frecuencia conservaba las convenciones pre-arestada. 

## Propiedades lingüísticas
El talosano es un idioma galorromance construido, inspirado en el francés y el occitano y muy naturalista (con pocas irregularidades). En un esfuerzo por crear un tipo de «mitología nacional» para su micronación, Madison descubrió en 1985 a una de las sub-tribus berbere de Marruecos llamada Talesintt, y decidió que los talosanes estuvieran «inexplicable e inextricablemente conectados de alguna manera a los bereberes». Esto resultó en que el lenguaje talosano fuera inspirado por los lenguajes berebere. Más recientemente incluso, palabras derivadas de raíces romances se les ha dado un «toque» francés/occitano (algunas también con influencias rumanas). La palabra «talossa» no es en sí misma una palabra romance, sino de origen finés: viene de la palabra finés para «dentro de la casa» (el talosano comenzó en la habitación de Madison).

## Sistema de escritura
El alfabeto del talosano es romano, pero contiene algunas letras que no se encuentran en el inglés, la germana ß (conocida como esseta en el talosano), las islándicas thorn (þ) y eth (ð), la ce cedilla (ç). La eseta puede ser reemplazada por el dígrafo equivalente ss, y thorn puede ser reemplazada a su vez por el dígrafo tg. Anterior a la arestada del 2007, la eth era frecuentemente escrita usando el dígrafo th, pero luego de esta arestada se reconoció que eth podía ser reemplazada por la letra d.
Las letras del alfabeto moderno del talosano son:
En este orden gramatical, c y ç no se distinguen el uno del otro, ni tampoco lo hacen s y ß ni alguna otra vocal de su contraparte. A través de la arestada del 2007, el sistema de vocales fue simplificado mediante la adopción de una reglamentación estándar de tensión, la cual hace que la tensión sea solo explícitamente necesaria en palabras de tensión irregular. La arestada adicionalmente estandariza el sistema de marcado de tensión de modo que las vocales a, e, i, o, y u son marcadas con acentos agudos o graves (como en á o à), y las vocales ä, ö, y ü son marcadas usando circunflejos (como en ô y û).
En el talosano anterior a la arestada, algunas otras formas de vocales se retenían (como en ê, ë, å, e î), y no existía una regla de tensión. En este talosano, las palabras era regularmente marcadas con múltiples diacríticos, los cuales frecuentemente tenías diferentes significados, algunas veces indicaban tensión, otras veces una pronunciación distinta, y en otras significaba ambas cosas, y en algunas la misma marca no significaba nada. La consonante ñ fue removida en la arestada del 2007.
En el habla, el talosano exhibe un sistema de mutación de consonantes (Lenición y eclipsis) muy similar al que se encuentra en el Gaélico-Irlandés. Este sistema está indicado en la ortografía sólo en raras ocasiones, por lo general únicamente en las frases preposicionales, y aun así por lo general sólo con los pronombres. Por ejemplo, el pronombre talosano tu ("Tú" en español) experimenta lenición después de una vocal y pasa a pronunciarse como "hu" (esta mutación se indica ortográficamente escribiendo la palabra como Thu), y experimenta eclipsis después de una consonante pasando a pronunciarse como "du" (indicado ortográficamente como Dtu. Por lo que à thu significa «a ti» y per dtu significa «para ti».
En adición a este sistema de mutación de consonantes, el talosano exhibe algunas otras combinaciones inusuales de consonantes, incluyendo c'h, gn (la cual antes de la arestada de 2007 se escribía como gñh) , glh, rh, tx, y xh.

## Léxico
El diccionario completo del talosano tiene unas 28.000 palabras. El talosano requiere únicamente una sola palabra para decir «amor a primera vista» o <<flechazo>> (fieschada).

## Críticas
Las críticas al talosano incluyen:
- Tanto el vocabulario como la gramática son inventados y no tienen una derivación natural del latín, desmintiendo la afirmación de que el talosano es una lengua romance. Los simpatizantes, sin embargo, afirman que se ven influencias Germanas y Celtas (un rasgo explicado por el carácter mítico migratorias de la lengua), este argumento es refutado por consistir en obvias similitudes entre palabras talosanas y palabras cognadas de varias lenguas rumanas y descendientes de lenguas romances.

- El uso de muchos acentos innecesarios y combinaciones de letras, aunque luego de una series de revisiones en la arestada del 2007 se ha resuelto este problema.

## Estado del lenguaje
El estudio más extensivo del talosano está realizado en la edición en inglés del libro A Complete Guide to the Talossan Language (Ün Guizua Compläts àl Glheþ Talossan, ‘Una guía completa del lenguaje talosano’); la primera publicación de este libro vio la luz en el 2008 y una segunda versión apareció en 2011. También existe material de estudio en Internet.

## Ejemplos

### Juan 3:16
| Latín                    | Sic enim Deus dilexit mundum, ut Filium suum unigenitum daret, ut omnis, qui credit in eum, non pereat, sed habeat vitam æternam.                     |
| Talosano (Post-Arestada) | Cair Díeu sa ameva el mundeu, qe O zoneva sieu Figlheu viensplet, qe qissensevol créa in Lo non pieriçarha, mas tischa la vida eternal.               |
| Talosano (Pre-Arestada)  | Cair Dïeu så ameva el mundeu, që O zoneva sieu Figlheu viensplet, qe qissensevol créa în Lo non pieriçarha, más tischa la vidâ eternál.               |
| Francés                  | Car Dieu a tellement aimé le monde, qu'il a donné son Fils unique, afin que quiconque croit en lui ne périsse point, mais qu'il ait la vie eternelle. |
| Occitano                 | Car Diéu a tant ama lou mounde que i'a douna soun Fiéu soulet, per que tout ome que crèi en éu noun perigue, mai ague la vido eternalo.               |
| Catalán                  | Car talment ha estimat Déu el món, que donà son Fill unigènit, a fi que tot el qui creu en ell no es perdi, ans tingui vida eterna.                   |
| Esperanto                | Ĉar Dio tiel amis la mondon, ke Li donis Sian solenaskitan Filon, por ke ĉiu, kiu fidas al li, ne pereu, sed havu eternan vivon.                      |
| Español                  | Porque de tal manera amó Dios al mundo, que dio a su Hijo unigénito, para que todo aquel que cree en él, no perezca, más tenga vida eterna.           |
| Portugués                | Porque assim amou Deus ao mundo, que lhe deu seu Filho unigénito, para que todo o que crê nêle não pereça, mas tenha a vida eterna.                   |
| Italiano                 | Infatti Dio ha talmente amato il mondo da dare il suo Figliuolo unigenito, affinchè chiunque crede in Lui non perisca, ma abbia la vita eterna.       |
| Rumano                   | Fiindcă atât de mult a iubit Dumnezeu lumea, că a dat pe singurul Lui Fiu, pentru că oricine crede în El, să nu piară, ci să aibă viaţǎ eternǎ.       |
| Rhaeto-Romance           | Perche cha Deis ha tant amâ il muond, ch'el ha dat seis unigenit figl, acio cha scodün chi craja in el non giaja a perder, ma haja la vita eterna.    |
| Inglés                   | For God so loved the world that he gave his one and only Son, that whoever believes in him shall not perish but have eternal life.                    |

### Oda al viento del Oeste
Los siguientes son los dos primeros tercines de las primeras estrofas de "Oda al viento de Oeste, de Percy Bysshe Shelley
Post-Arestada:
Oh traversa salvatx, tu and d'Otogneu s'eßençù,
Tu da qissen presençù unvidat els listopätsilor
Sint driveschti com'els spiritzen d'iens encanteir escapind,
Vermel, es negreu, es brançéu, es roxh gripesc,
Pestidonça-cünsütats plenitüds! Oh tu,
Qi apoartás à lor auscür þivereu lict.
Pre-Arestada:
Ô traversâ salvátx, tú ånd d'Otogñheu s'eßençù,
Tú da qissen presençù ûnvidat els listopätsilor
Sînt driveschti, com'els spiritzen d'iens encantéir escapînd,
Vermél, és negreu, és brançéu, és roxh gripesc,
Pestidonça-cünsütats plenitüds! Ô tú,
Qi apoartás à lor auscür þivereu lict.
Inglés:
O WILD West Wind, thou breath of Autumn's being
Thou from whose unseen presence the leaves dead
Are driven like ghosts from an enchanter fleeing,
Yellow, and black, and pale, and hectic red,
Pestilence-stricken multitudes! O thou
Who chariotest to their dark wintry bed 